# Phytophthora infestans
Phytophthora infestans es un protista fungoide de la clase Oomicetes parásito de las plantas que produce una enfermedad conocida como tizón tardío o mildiu (o roya) de la papa o patata. El organismo infecta a las papas, tomates y a otras solanáceas, causando importantes pérdidas. Fue el causante principal de la gran hambruna irlandesa de 1845 a 1849 y de la gran hambruna escocesa de 1846 a 1857.

## Biología

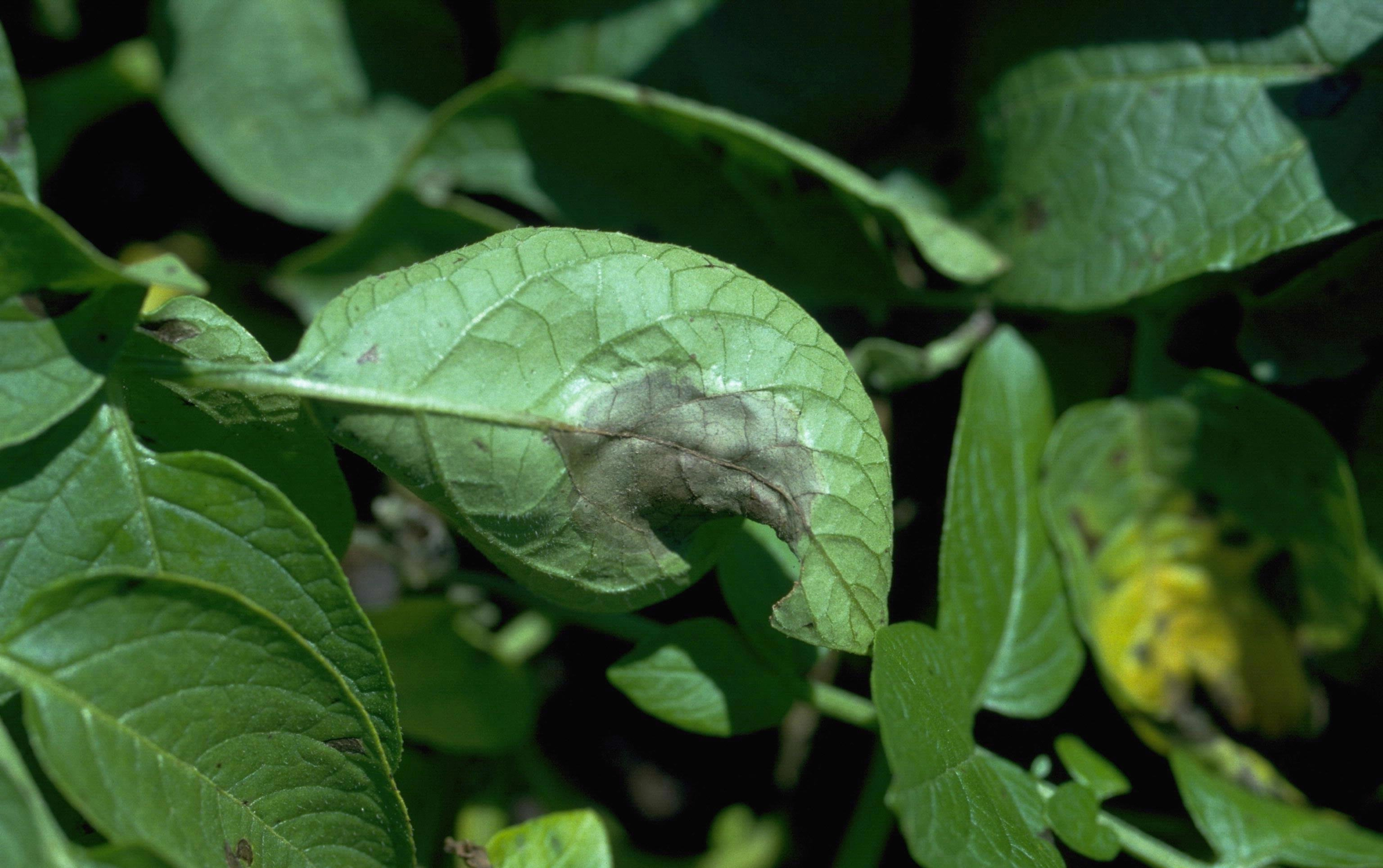
Síntoma en hoja de papa.

Las esporas de este Oomicetes hibernan en los tubérculos, en particular los que se quedan en el suelo después de la cosecha del año anterior y se propagan rápidamente en condiciones cálidas y húmedas. Esto puede tener efectos devastadores de destrucción de cosechas enteras. Las esporas se desarrollan en las hojas, extendiéndose por los cultivos cuando las temperaturas están por encima de 10 °C y la humedad es superior al 75% durante dos días o más. La lluvia puede arrastrar las esporas al suelo donde infectan a los tubérculos jóvenes y el viento puede arrastrar a las esporas a kilómetros de distancia.
Las primeras etapas de la plaga pasan fácilmente inadvertidas y no todas las plantas son afectadas a la vez. Los síntomas incluyen la aparición de manchas oscuras en las hojas y tallos de plantas. En condiciones de humedad aparecerá un polvo blanco debajo de las hojas y toda la planta puede colapsarse rápidamente. Los tubérculos infectados desarrollan manchas de color gris o negro y que son de color marrón rojizo por debajo de la piel. Rápidamente se pudren por una infestación bacteriana secundaria y producen muy mal olor. Los tubérculos aparentemente sanos se pudrirán más tarde, mientras estén almacenados para su consumo o plantación.

## Genética
Su genoma fue secuenciado en 2009. Su estudio revela que es extraordinariamente largo, más del doble del de las especies de hongos oomicetos más cercanas a P. infestans. Este gran tamaño se debe a la enorme cantidad de secuencias repetidas que posee. «Las regiones ricas en repeticiones suponen cerca del 75 % del genoma completo del organismo […] estas regiones son muy inestables y generan altas tasas de mutación; por eso los genes presentes en ellas tienen mayor probabilidad de mutar que aquellos genes que están en zonas no repetidas», según Sophien Kamoun, investigador principal del Laboratorio Sainsbury de Norwich (Reino Unido) y coautor principal de la investigación sobre la secuenciación publicada en Nature en ese año, junto con el director del Programa de Secuenciación y Análisis Genómico del Instituto Broad del MIT y de la Universidad de Harvard, Chad Nusbaum. Para ellos existen «dos velocidades diferentes en la estructura del genoma» y la parte capaz de evolucionar más rápido permite al hongo adaptarse velozmente a las plantas que se vuelven resistentes a la enfermedad.

## Tratamiento

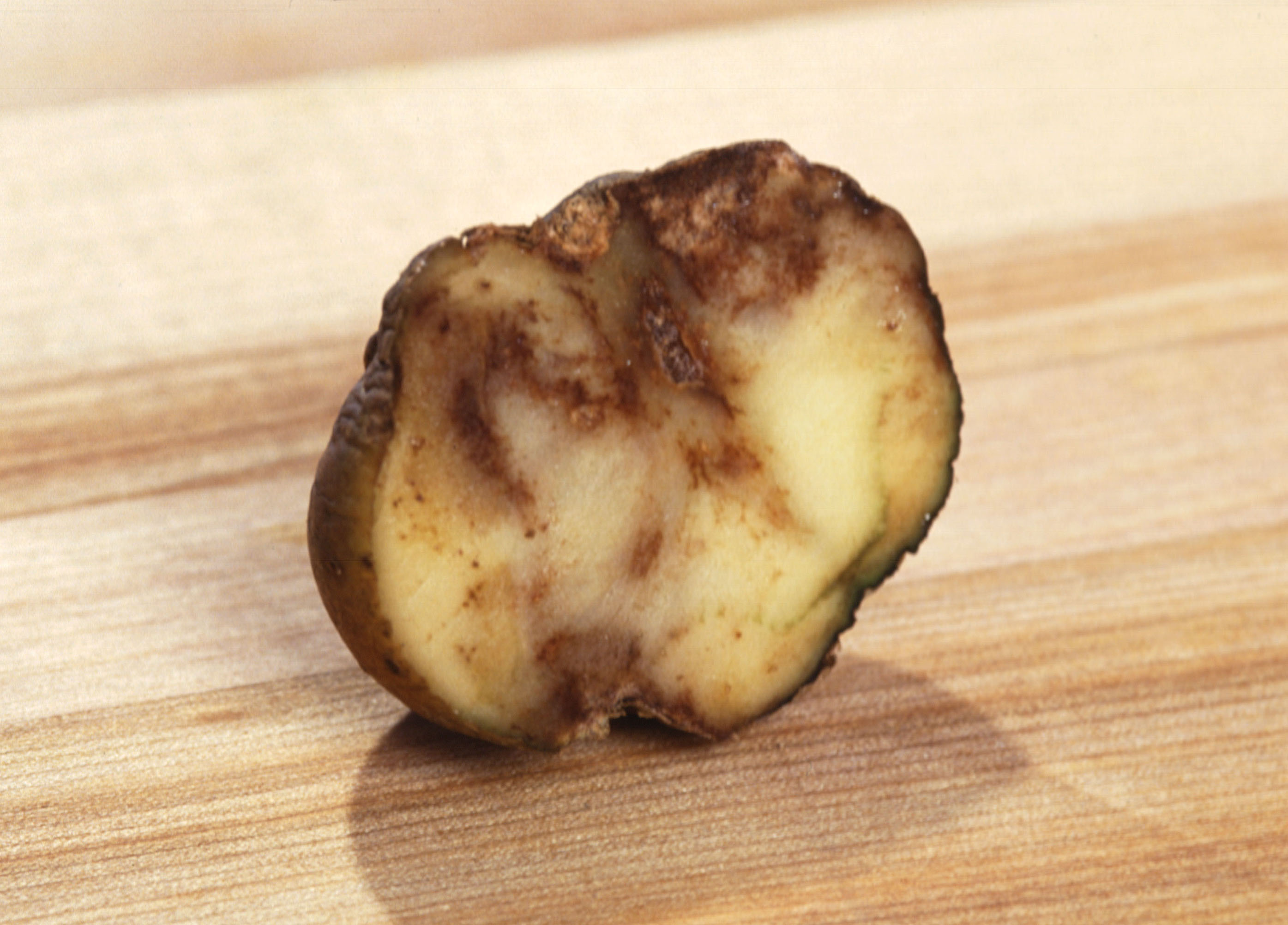
Papa infectada con Phytophthora infestans.

P. infestans sigue siendo una plaga difícil de controlar hoy en día. Hay muchas opciones en la agricultura para el control de daños en el follaje y las infecciones del tubérculo. Las papas crecen durante toda la temporada y se estima que los tubérculos dejan de crecer cuando el 75 % del follaje de la planta es destruido. Esto también debe tenerse en cuenta en los cultivos, ya que significa que las plantas no tienen que ser 100 % resistentes a la plaga.
La plaga puede ser controlada mediante la limitación de la fuente de infección. Deberían de plantarse semillas de buena calidad y descartarse las papas de la temporada anterior, pues pueden actuar como fuentes de infección.
Hay varias condiciones ambientales que propician la plaga de P infestans. Mediante el uso de los sistemas de pronóstico meteorológico, si se detecta que se van a producir las condiciones apropiadas para la extensión de la plaga, se recomienda el uso de fungicidas. Estas son las siguientes (BLITECAST):
- Un Periodo de Beaumont es un período de 48 horas consecutivas, en el cual al menos en 46 de las lecturas de temperatura y humedad relativa de un determinado lugar no han sido menores de 20 °C y 75 %, respectivamente.[6]

- Un Periodo de Smith es un período de al menos dos días consecutivos en el que la temperatura mínima es de 10 °C o superior, y en cada día durante por lo menos 11 horas la humedad relativa es superior al 90 %.[7]

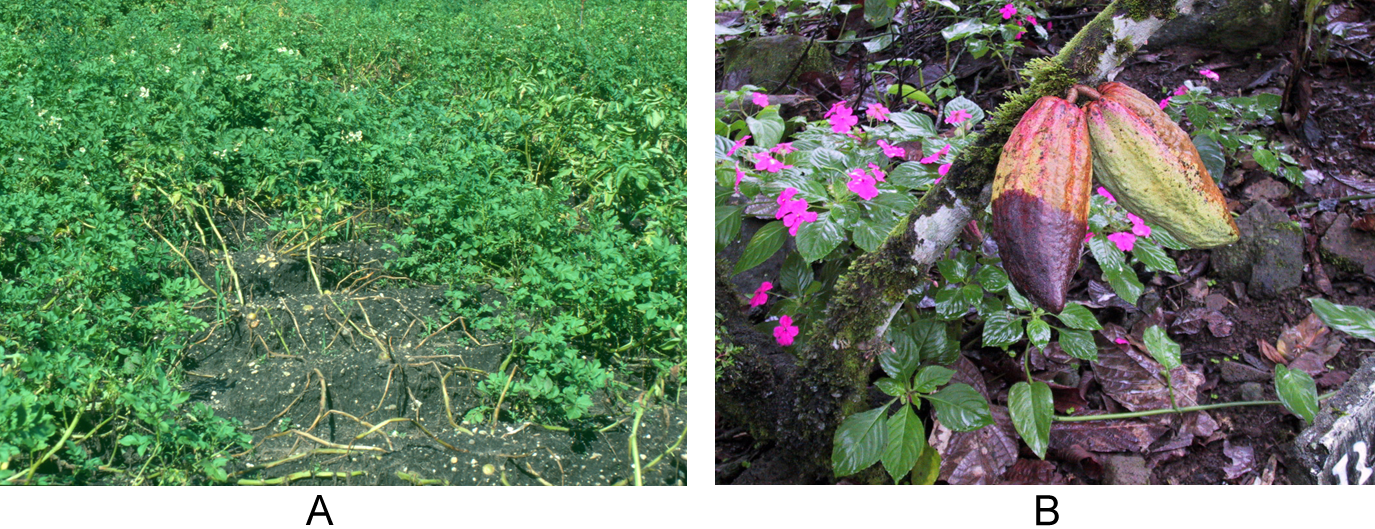
Phytophtora infestans en plantas de papa y cacao.

El uso de fungicidas para el control de la plaga normalmente solo se utiliza de manera preventiva, tal vez en relación con las previsiones de la enfermedad. En variedades de patatas susceptibles, a veces pueden ser necesarias aplicaciones semanales de fungicida. La aplicación temprana es más eficaz. El metalaxyl es un fungicida que se comercializa para su uso contra P. infestans, pero sufre graves problemas de resistencia cuando se utiliza solo.
La limpieza del terreno puede reducir la contaminación, impidiendo que el patógeno se propague a los turbérculos. Esto normalmente involucra el suelo o mantillo amontonado alrededor de los tallos de la papa. También puede destruirse el follaje alrededor de dos semanas antes de la cosecha. Esto puede hacerse a través de un herbicida de contacto o mediante el uso de ácido sulfúrico para quemar el follaje.

## Variedades de papa
Las distintas variedades de papa varían en su susceptibilidad al tizón. La mayoría de las variedades tempranas son muy vulnerables, así que, a fin de que madure la cosecha antes de que comience la plaga (generalmente en pleno verano) se plantan muy tempranamente. Muchas de las antiguas variedades de cultivadas, como la papa King Edward son también muy susceptibles, pero se cultivan porque son requeridas comercialmente. 
- Las principales variedades que desarrollan el tizón muy lentamente incluyen Cara, Stirling, Teena, Torridon y Remarka Romano. Algunas de las llamadas variedades resistentes pueden resistir algunas cepas de la plaga y no otras, por lo que su rendimiento puede variar dependiendo de las condiciones. Estos cultivos tienden a tener una resistencia poligénica inherente.

## La hambruna irlandesa de 1845
En década de 1840 Phytophora infestans llegó a Europa desde América del Norte y en los años sucesivos arrasó cultivos enteros y provocó la muerte de 2 millones de europeos, la mitad en Irlanda, así como grandes corrientes migratorias a los Estados Unidos y otros países.